# Sandnes Garn

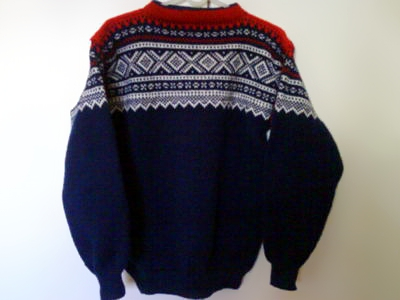
pull Marius, motif dont la propriété appartient à Sandnes Garn.

Sandnes Garn AS (anciennement Sandnes Uldvarefabrik  en français "fabrique de produits en laine de Sandnes") est une entreprise textile norvégienne qui a ouvert en 1888.
Spécialisée dans la laine, elle est installée à Foss-Eikeland, dans la commune de Sandnes dans le Rogaland.
L'entreprise est l'une des plus anciennes entreprises textiles de Norvège et est aujourd'hui la plus grosse filature en activité en Norvège.

## Histoire et patrimoine

### Fondation et entrepreneuriat privé local
Sandnes Uldvarefabrik, fondée en 1888 à Sandnes, une commune de tradition industrielle, devient rapidement une entreprise de premier plan lors de sa création. L'entreprise contribue au développement de la ville à travers son actionnariat privé local.
En 1995, Sandnes Uldvarefabrik a été racheté par Sagatex. En 2000 a été racheté à nouveau par des propriétaires locaux.

### Histoire de Sandnes Uldvarefabrik de 1888 à aujourd'hui.

#### Période 1906 à 1986
Au début de 1888, des personnalités de la ville de Sandnes se réunissent et planifient l'ouverture d'une filature. Sandnes Uldvarefabriken est en 1888 l'une des plus anciennes usines de Norvège et une sous-entité de Sandnes Garn AS[réf. souhaitée]. Le front de mer de la ville à Vågen abritera les premiers bâtiments avec cheminée. 1889 est la première année de production et de vente.
Au plus fort des activités, 500 personnes travaillaient dans l'usine. Le premier directeur de la maison de teinture, Johan Ludvigsen, a travaillé dans l'usine de 1888 à 1915. Il est réputé avoir gardé secrète la formulation de ses recettes de teinture.
1905-1915 est une période de croissance. En 1910, l'usine est agrandie. En 1932, de nouvelles machines sont installées. Avec les premières peigneuses mises en production la qualité des filés de fibres est augmentée.
En 1946, un incendie se déclare dans l’usine, l’entreprise réalise néanmoins un bilan positif.
En 1952, avec le titre de champion du monde de ski alpin de Stein Eriksen, le Pull Marius est lancé. L'emballement médiatique rend le design rapidement populaire. C'est le motif le plus vendu de Sandnes Garns. Le pull Marius est confectionné pour Marius Eriksen, pilote, frère de Stein Eriksen et acteur très populaire du cinéma en Norvège.
Le pull Marius - dont les droits intellectuels demeurent chez Sandnes Garn - est depuis lors le symbole du ski norvégien et de la vie en plein air.
En 1954, le club de tricotage «StrikkEss» est créé. C'est un énorme succès avec plus de 50 000 membres recevant des magazines de tricot, des recettes et des nouvelles chaque trimestre.
De 1964 à 1974, c'est l'âge d'or. Sandnes Uldvarefabrik obtient de très bons résultats.
Le prix de la matière première, la laine, commençant à fortement augmenter dans les années 70, l'usine connait des moments difficiles. Sandnes Uldvarefabrika fusionne avec la filature peignée Sandnes Kamgarn Spinneri (1906-1986) et les deux noms de marque sont conservés. Cette fusion est un succès et l'entreprise est  leader du marché norvégien des fils à tricoter à la main, exportant 20% de la production vers le Danemark, la Suède, la Finlande, l'Allemagne et le Japon.
Lundi 21 août 1978, l'usine historique du centre de Sandnes brûle. Une nouvelle usine - adaptée à la  filature moderne, avec sprinklers et systèmes anti-incendie, est construite à Foss-Eikeland, juste à l'extérieur de Sandnes. En 1980, les activités démarrent dans les nouveaux locaux avec les nouveaux équipements  et modernes.

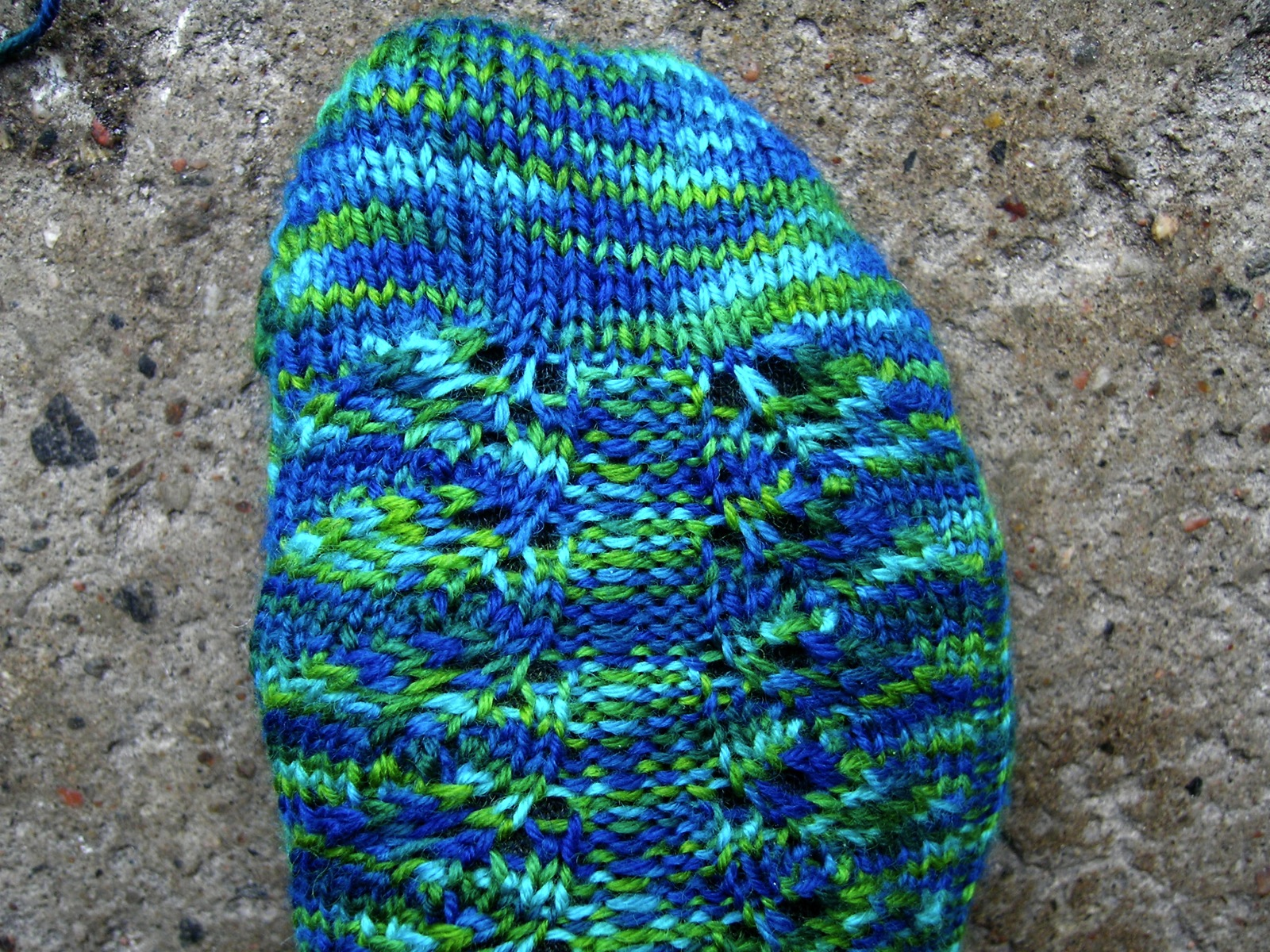
Chaussette tricoté à la main avec du fil Sandnes Uldavarefabrik

#### Période 2000 à aujourd'hui; tricotage de loisir
Après le rachat de Sandnes Uldvarefabrik  par Sagatex en 1995, l'entreprise retrouve un actionnariat local en 2000; le principal propriétaire étant Harald Mjølne. Suit une mise à niveau à grande échelle de toute la production. Du lavage de la laine à l'enroulement des pelotes de fil fini. L'entreprise investi depuis lors environ 105 millions de NOK dans les machines et équipements. Elle est   l'une des usines les plus modernes de filature laine pour fils de tricotage. En 2006, la société change de dénomination pour Sandnes Garn AS.
Elle arrête la production de fils à tricoter industriels en 2009 et se recentre sur la production complète de fils  laine et peignés pour le tricotage de loisir fait main.

#### Processus de fabrication
Filé classique cardé : La matière première; la laine est principalement d'origine norvégienne[réf. nécessaire]. La laine brute et grasse est achetée directement tombé de tonte sur le mouton. Elle est ensuite lavée, cardée et filée en fils. Ceux ci sont à leur tour retordus, teints et enroulés en pelotes à tricoter.
Filé peigné : La matière première est achetée propre, lavée et peignée. La laine norvégienne et d'Uruguay en Amérique du Sud sont utilisés. Le filé de fil est teint en écheveaux avant d'être enroulé en pelotes.
Fils d'alpaga et de coton : Achetés sur des bobines, ces fils non transformées  sont ensuite enroulées en écheveaux et teints avant d'être mis en pelotes en boules à tricoter en usine.

## Données clés

### Actionnariat
La société holding Sandnes Uldvarefabrik AS détient 100% de Sandnes Garn AS, qui détient également «Skibladner DA» (bâtiment et terrain) et «Nye Strikkedilla AS» (magasin à Oslo).
La société holding est détenue à 10% par «Aal AS», les 90% restants étant détenus par Harald Mjølne, directeur général de Sandnes Garn AS.

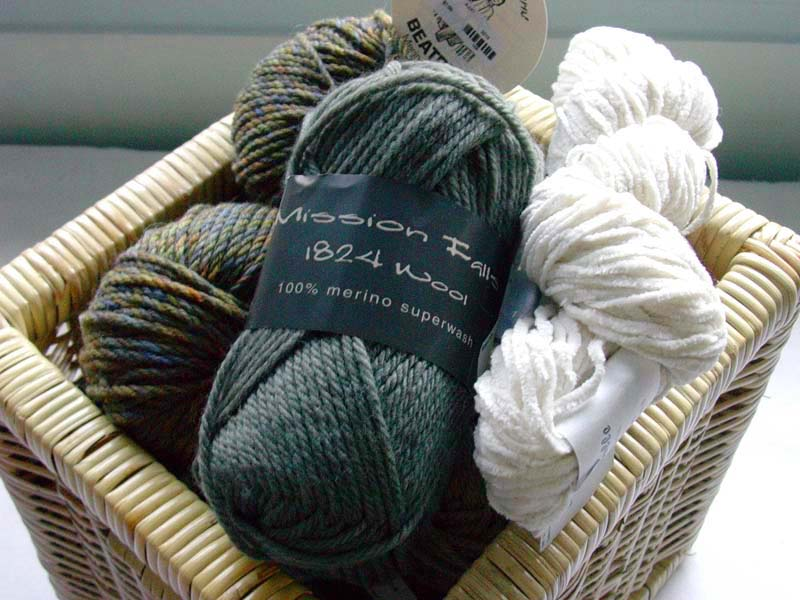
Pelote de fil de laine pour tricot fait mains; similaire au produit fini commercialisé par Sandnes Uldvarefabrik AS.

### Quelques chiffres
- Les propriétaires ont acheté des terrains et des bâtiments en 2014.
- Chiffre d'affaires en 2015 : 235 millions de NOK.
- Nombre d'employés en 2015 : 96.
- Le directeur Harald Mjølne est le principal propriétaire (90% des parts de l'entreprise).
- 700 tonnes de fils vendus en 2015.
- Production écoulée dans près de 500 magasins en Norvège.
- 20% de production est exportée et vendue en gros et les plus grands pays d'exportation étant le Danemark, la Suède et l'Islande.
- La championne olympique de biathlon Tiril Eckhoff a collaboré avec la marque pour créer différents pullover, dont un qui porte son prénom (en suédois : Teril genser).